# Alessandro Allori

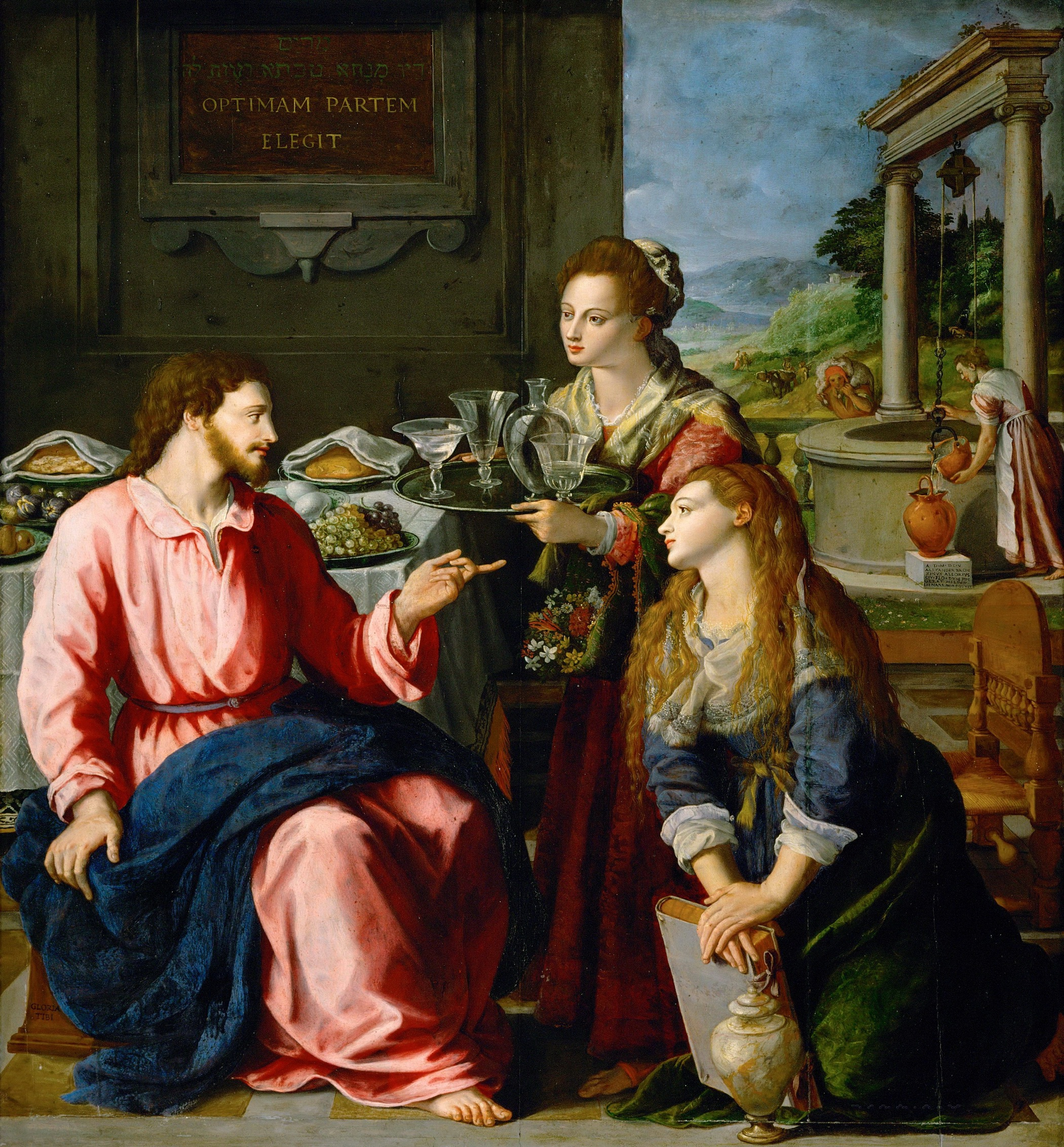
Christus bei Maria und Martha (Kunsthistorisches Museum)

Alessandro Allori (* 31. Mai 1535 in Florenz; † 22. September 1607 ebenda) war ein italienischer Maler des Manierismus.

## Leben und Werk
Allori war Schüler seines Onkels Agnolo Bronzino, dessen Namen (Il Bronzino) er auch bisweilen annahm. Ein weiteres Vorbild ist Michelangelo, dessen Werke er während seines Aufenthaltes in Rom von 1554 bis 1559 studierte. 1560 ließ er sich in Florenz nieder. Die Aktdarstellungen nach 1570 zeigen ihn als typischen Meister des Manierismus. Er malte besonders Fresken und Gemälde mit mythologischen und religiösen Motiven und war Aufseher der großherzoglichen Teppichweberei in Florenz.
Seine theoretischen Interessen, vor allem an der Anatomie und Proportionslehre, fanden Eingang in dem nach 1560 entstandenen Buch Libro de’ragionamenti delle egole del Disegno. Zudem entstanden mehrere Zeichnungen anatomischer Studien, die sich mit der „Dekonstruktion und Rekonstruktion des menschlichen Körpers“ befassten und die Grundlage seiner Körperdarstellungen bildeten.

## Galerie

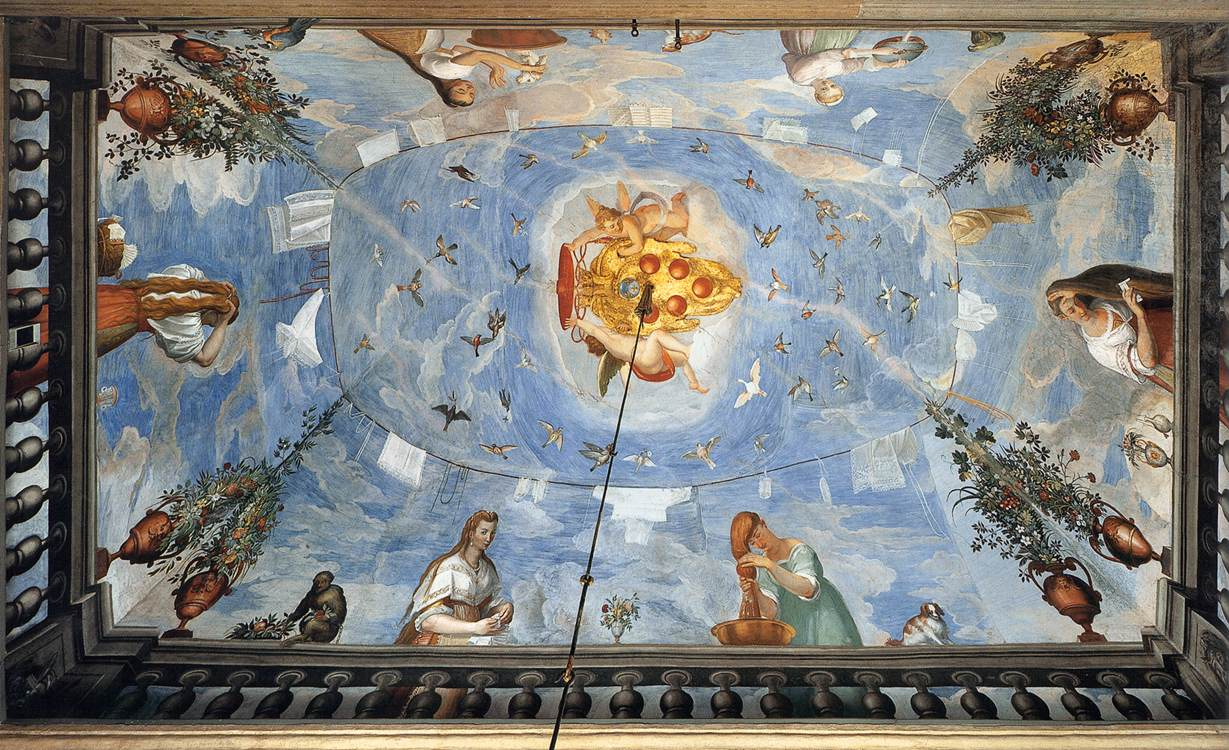
Frauen auf der Terrasse
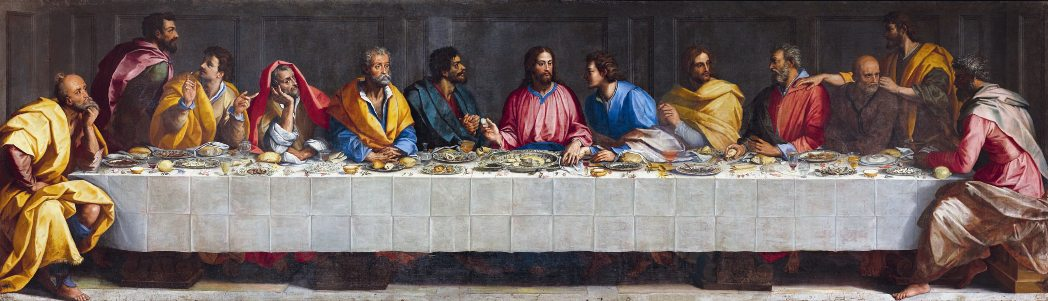
Das letzte Abendmahl
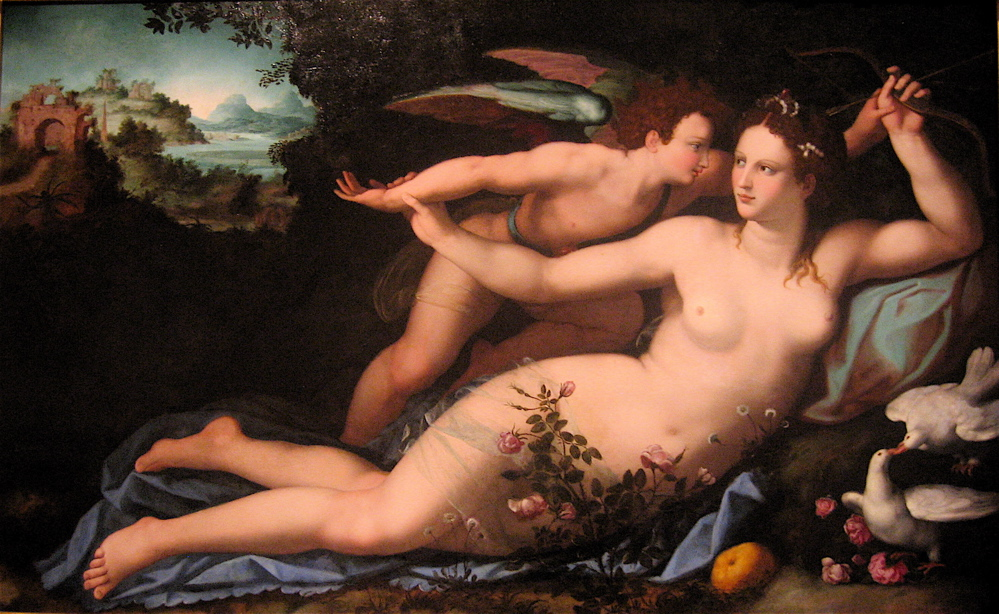
Venus entwaffnet Cupido
Die Entführung der Proserpina (1570)